# Valyr nyelvek
A valyr nyelvek egy nyelvcsalád George R. R. Martin A tűz és jég dala című regényciklusában és annak televíziós adaptációjában, a Trónok harcában.
A regényekben a nemes valyr nyelvet és annak módosult változatait gyakran megemlítik, de ezek néhány szó kivételével nincsenek kifejlesztve – ellentétben pl. a sindarin nyelvvel A Gyűrűk Ura-kötetekben. A tv-sorozathoz a nyelvész David J. Peterson alkotta meg a valyr nyelvet a regényben található töredékekre alapozva.

## Nemes valyr
Nyke Daenerys Jelmāzmo hen Targārio Lentrot, hen Valyrio Uēpo ānogār iksan. Valyrio muño ēngos ñuhys issa.Viharbanszületett Daenerys vagyok a Targaryen házból, a régi Valyria véréből. A valyr az anyanyelvem.
A tűz és jég dala világában a nemes valyr szerepe némiképp a latin nyelv középkori helyzetére hasonlít. A regények szerint a nyelvet nem használják többé a mindennapi kommunikáció részeként, de Essos és Westeros nemesi köreiben – főként az oktatás és művészet nyelveként, így például dalokban – továbbra is fennmaradt.

### Megalkotása
A televíziós sorozatban beszélt dothraki és valyr nyelv létrehozására az HBO a nyelvész David J. Petersont választotta. A producerek szabad kezet adtak Petersonnak, s Peterson szerint maga George R. R. Martin sem mutatott nagy érdeklődést munkáinak nyelvészeti vonatkozásai iránt. Az ezidáig megjelent regények mindössze néhány nemes valyr szót tartalmaznak – valar morghulis ("minden férfinak meg kell halnia"), valar dohaeris ("minden férfinak szolgálnia kell") illetve dracarys ("sárkánytűz"). A következő regényhez (The Winds of Winter) Peterson további valyr fordításokkal látta el Martint.
Peterson szerint a dracarys szó választása nem szerencsés, mert – valószínűleg szándékosan – a latin draco (sárkány) szóra emlékeztet. Mivel a latin nyelv A tűz és jég dala világának kontextusában nem létezik, Peterson ezt a hasonlóságot véletlenként kezelte és a dracarys szónak önálló tövet hozott létre. A nemes valyr szó a sárkányra zaldrīzes.
A valar morghulis és valar dohaeris szerkezetek viszont a nyelv ragozási rendszerének alapjaivá váltak. Egy másik szó – trēsy, azaz fiú(gyermek) – Peterson 3000. Twitter-követőjének tiszteletére jött létre.
Peterson nem hozott létre nemes valyr írásrendszert, de azt nyilatkozta, hogy "az egyiptomi hieroglifákhoz – nem feltétlenül stílusban, hanem használatukban – hasonló rendszerben gondolkodott. Az egyiptomiaknak volt egyfajta abc-jük, fonetikus és logografikus rendszereik." A harmadik évad egyik részében Talisa egy valyr nyelvű levelet ír latin betűkkel, mert, Peterson szerint, "nem érte volna meg létrehozni egy egész írásrendszert egy nem túl lényeges jelenetért".
2013 júniusának elejére 667 nemes valyr szó létezett, ez a szám napról-napra növekszik.

### Hangtan

#### Mássalhangzók
|              | Ajakhang     | Koronális              | Palatális             | Veláris                    | Uvuláris                   | Glottális |
| ------------ | ------------ | ---------------------- | --------------------- | -------------------------- | -------------------------- | --------- |
| Zárhang      | p [p], b [b] | t [t], d [d]           | j [d͡ʒ, j, ʒ],a lj [ʎ] | k [k], g [g]               | q [q]                      |           |
| Réshang      | v [v, w]a    | s [s], z [z] (th [θ])b | j [d͡ʒ, j, ʒ],a lj [ʎ] | gh [ɣ, ʁ̝]c (kh [x, ɣ, h])b | gh [ɣ, ʁ̝]c (kh [x, ɣ, h])b | h [h]     |
| Közelítőhang | v [v, w]a    | r [r], rh [r̥], l [l]   | j [d͡ʒ, j, ʒ],a lj [ʎ] |                            |                            |           |
| Orrhang      | m [m]        | n [n, ŋ, ɴ]d           | ñ [ɲ]                 | n [n, ŋ, ɴ]d               | n [n, ŋ, ɴ]d               |           |

Megjegyzések:
1. A v és a j közelítőhang vagy réshang is lehet a beszélőtől és a környezettől függően.
2. A th és a kh nem részei a nemes valyr nyelvnek, de néhány idegen eredetű szóban felbukkannak, pl. a dothraki arakh szóban.
3. A gh egyeseknél erősen veláris, másoknál uvuláris lehet – a különbség írásban nem jelölt.
4. Az n hang hasonul az őt követő veláris vagy uvuláris mássalhangzóhoz, de nincs különálló veláris vagy uvuláris nazális másshalhangzó.

#### Magánhangzók
|              | Elöl                      | Középen      | Hátul        |
| ------------ | ------------------------- | ------------ | ------------ |
| Zárt (felső) | ī, i [iː, i] ȳ, y [yː, y] |              | ū, u [uː, u] |
| Középső      | ē, e [eː, e]              |              | ō, o [oː, o] |
| Nyílt (alsó) |                           | ā, a [aː, a] | ā, a [aː, a] |

A felülvonással jelölt magánhangzók (ī, ȳ, ū, ē, ō és ā) hosszúak – kétszer olyan hosszan ejtendőek, mint a rövidek. Ennek bizonyos esetben jelentésmegkülönböztető szerepe van. Az ajakkerekítéses magánhangzók (y és ȳ) a modern nemes valyrban nem használatosak, s a leszármazott nyelvekből is kivesztek. Így például Daenerys Targaryen keresztnevét – a sorozatban is – [dǝ.ˈnɜ.rɪs]-ként ejtik, eredetileg azonban inkább [ˈdae.ne.ɾys] volt, diftongussal az első magánhangzónál és ajakkerekítéses magánhangzóval az utolsónál. Néhány nyelvváltozatból a hosszú magánhangzók is eltűntek – a sorozatban astapori valyrt is hallhatunk, amelyben a hosszú magánhangzók már nem találhatók meg.

##### Kettőshangzók
A nemes valyr nyelvben kétféle kettőshangzó (diftongus) fordul elő: ereszkedő és emelkedő.

Ereszkedő diftongusok a következők: ae, āe, ao, āo.

Emelkedő diftongusok: ia, iā, io, iō, ie, iē, ua, uā, uo, uō, ue, uē.

### Hangsúlyozás
A nemes valyr szótagok lehetnek rövidek vagy hosszúak. A szótagok hossza határozza meg a szavak hangsúlyozását.

#### Rövid és hosszú szótagok
Egy szótag rövid, ha
- rövid magánhangzóra végződik (pl. va-). Ide értendőek a rövid magánhangzóra végződő emelkedő diftongusok is.

A szótag hosszú, ha
- hosszú magánhangzóra végződik;
- ereszkedő diftongust tartalmaz;
- mássalhangzóra végződik. Amennyiben egy magánhangzót több mássalhangzó is követ, az első mássalhangzó számít a magánhangzó szótagjának utolsó hangjának, tehát a szótag hosszú. Ebben az esetben azonban:
  - az rh, gh, lj egy mássalhangzónak számít;
  - ha egy zárhangot (p, t, k, b, d, g) folyékony hang (r, l, rh) követ, az egy mássalhangzónak számít;
  - a kettős mássalhangzók (rr, ss stb.) két mássalhangzónak számítanak.

#### Szavak hangsúlya
Minden felszólító módú igének az utolsó szótagja a hangsúlyos, függetlenül a szó felépítésétől. A többi szónál a második illetve harmadik legutolsó szótag hossza dönt.
- Ha a második és harmadik legutolsó szótag is rövid, akkor a második legutolsó a hangsúlyos. Pl.: valaro.
- Ha a második legutolsó szótag hosszú, akkor az a hangsúlyos. Pl.: valarra.
- Ha a második legutolsó szótag rövid, a harmadik legutolsó pedig hosszú, akkor a harmadik legutolsó a hangsúlyos, pl.: valzyro.

A más nyelvekből származó szavak esetén a hangsúly általában megmarad az eredeti nyelv hangsúlyozásának megfelelően, még akkor is, ha esetleg újabb szótag kerül a szóhoz. Pl.: buzdari – szolga, az astapori valyr buzdar szóból.

### Nyelvtan

#### Főnevek
A nemes valyrban négy nyelvtani szám van: egyes szám, többes szám, paukális és kollektív. Például: vala – "férfi" (egyes szám); vali – "férfiak" (többes szám); valun – "néhány férfi" (paukális); valar – "minden férfi" (kollektív). A kollektív főnév gyakran új, egyes számú főnévvé válhat, és ebben az esetben újra többes számba tehető. Például: azantys – "lovag, katona" (egyes szám); azantyr – "hadsereg" (kollektív); azantyri – "hadseregek" (többes szám).
A főneveknek nyolc esetük van: alanyeset, tárgyeset, birtokos eset, részes eset, lokatívusz, eszközhatározós eset, társhatározós eset és megszólító eset. Az eszköz- és társhatározós eset nem mindig különül el, ahogy a lokatívusz és a részes eset sem mindig különböző többes számban.
Négy nyelvtani nem van a valyr nyelvben, de ezek nem igazodnak a biológiai nemhez. A négy nem valyr neve:
hūrenkor qogror – "lunáris (hold) osztály"
vēzenkor qogror – "szoláris (nap) osztály"
tegōñor qogror – "terresztriális (föld) osztály"
embōñor qogror – "akvatikus (víz) osztály"
Az élőlényeket jelölő főnevek általában a hold vagy nap osztályba tartoznak, a többi jellemzően a víz vagy föld kategóriába. Az osztályok nevei a megfelelő főnevekből származnak, s ezek a főnevek az adott osztályok prototipikus elemei. Peterson elmondása szerint a valyr nemek a szavak fonológiájából könnyebben kiszámíthatók, mint például a francia nyelvben; s bizonyos tekintetben a bantu nyelvek főneveinek osztályozására emlékeztetnek. A fonologikus kiszámíthatóság eredményeképp az embereket jelölő szavak (melyek gyakran -a-ra vagy -ys-re végződnek) jelentős része hold vagy nap osztályú; az ételeket vagy növényeket jelölők (melyek gyakran -on-ra végződnek) pedig általában föld osztályúak.
A főneveket a nyelvtani szám és eset szerint ragozzuk. A nemes valyr nyelvben hat főnévragozási osztályt különböztetünk meg, melyek főként a különböző esetek összemosódásával illetve az oda tartozó főnevek végződésével jellemezhetők.
Peterson szerint "a nemes valyr főnévragozási osztályokat meghatározó szabályszerűségeket úgy lehet megsejteni, ha jobban megvizsgáljuk az egyes és többes számot," és észrevesszük, hogy "az esetek hol vannak átfedésben, és hol nem."

##### Első ragozási osztály
Az első ragozási osztályba tartozó főnevek tövének utolsó magánhangzója a. Ennek fajtái:
- A tővég -a, ezek többnyire lunáris főnevek (pl. vala – "férfi").
- A tővég -ar, ezek többnyire akvatikus főnevek (pl. embar – "víz").

| ELSŐ RAGOZÁS         | Lunáris        | Lunáris        | Lunáris        | Lunáris        |  | Akvatikus       | Akvatikus       | Akvatikus       | Akvatikus       | ELSŐ RAGOZÁS         |
| ELSŐ RAGOZÁS         | vala – "férfi" | vala – "férfi" | vala – "férfi" | vala – "férfi" |  | embar – "óceán" | embar – "óceán" | embar – "óceán" | embar – "óceán" | ELSŐ RAGOZÁS         |
| ELSŐ RAGOZÁS         | Egyes szám     | Többes szám    | Paukális       | Kollektív      |  | Egyes szám      | Többes szám     | Paukális        | Kollektív       | ELSŐ RAGOZÁS         |
| Alanyeset            | vala           | vali           | valun          | valar          |  | embar           | embri           | embrun          | embrar          | Alanyeset            |
| Tárgyeset            | vale           | valī           | valuni         | valari         |  | embri           | embrī           | embruni         | embrari         | Tárgyeset            |
| Birtokos eset        | valo           | valoti         | valuno         | valaro         |  | embro           | embroti         | embruno         | embraro         | Birtokos eset        |
| Részes eset          | valot          | valoti         | valunta        | valarta        |  | embrot          | embroti         | embrunta        | embrarta        | Részes eset          |
| Lokatívusz           | valā           | valoti         | valunna        | valarra        |  | embār           | embroti         | embrunna        | embrarra        | Lokatívusz           |
| Eszközhatározós eset | valosa         | valossi        | valussa        | valarza        |  | embrosa         | embrossi        | embrussa        | embrarza        | Eszközhatározós eset |
| Társhatározós eset   | valoma         | valommi        | valumma        | valarma        |  | embroma         | embrommi        | embrumma        | embrarma        | Társhatározós eset   |
| Megszólító eset      | valus          | valis          | valussa        | valarza        |  | embus           | embis           | embrussa        | embrarza        | Megszólító eset      |
| ELSŐ RAGOZÁS         | Egyes szám     | Többes szám    | Paukális       | Kollektív      |  | Egyes szám      | Többes szám     | Paukális        | Kollektív       | ELSŐ RAGOZÁS         |

Az első ragozásban a többes számú birtokos eset, részes eset és lokatívusz összeolvad – ahogy a legtöbb más esetben is.

##### Második ragozási osztály
A második ragozási osztályba tartozó főnevek tövének utolsó magánhangzója y. Ennek fajtái:
- A tővég -y, ezek többnyire lunáris főnevek (pl. trēsy – "fiú[gyermek]").
- A tővég -ys, ezek többnyire szoláris főnevek (pl. loktys – "hajós").

| MÁSODIK RAGOZÁS      | Lunáris                | Lunáris                | Lunáris                | Lunáris                |  | Szoláris         | Szoláris         | Szoláris         | Szoláris         | MÁSODIK RAGOZÁS      |
| MÁSODIK RAGOZÁS      | trēsy – "fiú(gyermek)" | trēsy – "fiú(gyermek)" | trēsy – "fiú(gyermek)" | trēsy – "fiú(gyermek)" |  | loktys – "hajós" | loktys – "hajós" | loktys – "hajós" | loktys – "hajós" | MÁSODIK RAGOZÁS      |
| MÁSODIK RAGOZÁS      | Egyes szám             | Többes szám            | Paukális               | Kollektív              |  | Egyes szám       | Többes szám      | Paukális         | Kollektív        | MÁSODIK RAGOZÁS      |
| Alanyeset            | trēsy                  | trēsi                  | trēsyn                 | trēsyr                 |  | loktys           | loktyssy         | loktyn           | loktyr           | Alanyeset            |
| Tárgyeset            | trēsi                  | trēsī                  | trēsyni                | trēsyri                |  | lokti            | loktī            | loktyni          | loktyri          | Tárgyeset            |
| Birtokos eset        | trēso                  | trēsoti                | trēsyno                | trēsyro                |  | lokto            | loktoti          | loktyno          | loktyro          | Birtokos eset        |
| Részes eset          | trēsot                 | trēsoti                | trēsynty               | trēsyrty               |  | loktot           | loktoti          | loktynty         | loktyrty         | Részes eset          |
| Lokatívusz           | trēsȳ                  | trēsī                  | trēsynny               | trēsyrry               |  | loktȳ            | loktī            | loktynny         | loktyrry         | Lokatívusz           |
| Eszközhatározós eset | trēsomy                | trēsommi               | trēsyssy               | trēsyrzy               |  | loktomy          | loktommi         | loktyssy         | loktyrzy         | Eszközhatározós eset |
| Társhatározós eset   | trēsomy                | trēsommi               | trēsymmy               | trēsyrmy               |  | loktomy          | loktommi         | loktymmy         | loktyrmy         | Társhatározós eset   |
| Megszólító eset      | trēsys                 | trēsys                 | trēsyssy               | trēsyrzy               |  | loktys           | loktyssys        | loktyssy         | loktyrzy         | Megszólító eset      |
| MÁSODIK RAGOZÁS      | Egyes szám             | Többes szám            | Paukális               | Kollektív              |  | Egyes szám       | Többes szám      | Paukális         | Kollektív        | MÁSODIK RAGOZÁS      |

Ebben az osztályban nincsenek terresztriális vagy akvatikus főnevek, ezért az -yn illetve -yr végű szavakról biztosan állíthatjuk, hogy paukális illetve kollektív alakokból létrehozott új főnevek.
A második ragozásban összeolvad az egyes számú eszköz- és társhatározós eset; a többes számú eszköz- és társhatározós eset valamint a többes számú birtokos és részes eset. Ez az egyetlen osztály azonban, ahol a többes számú lokatívusz különbözik a birtokos és részes esettől.

##### Harmadik ragozási osztály
A harmadik ragozási osztályba tartozó főnevek tövének utolsó magánhangzója o. Ebben az osztályban mind a négy nem felbukkan:
- A tővég -io, ezek általában lunáris főnevek (pl. āeksio – "mester").
- A tővég -os, ezek általában szoláris főnevek (pl. ēngos – "nyelv").
- A tővég -on, ezek általában terresztriálisak (pl. belmon – "lánc").
- A tővég -or, ezek általában akvatikus főnevek (pl. lentor – "ház").

| HARMADIK RAGOZÁS     | Lunáris           | Lunáris           | Lunáris           | Lunáris           |  | Szoláris        | Szoláris        | Szoláris           | Szoláris           | HARMADIK RAGOZÁS     |
| HARMADIK RAGOZÁS     | āeksio – "mester" | āeksio – "mester" | āeksio – "mester" | āeksio – "mester" |  | ēngos – "nyelv" | ēngos – "nyelv" | ēngos – "nyelv"    | ēngos – "nyelv"    | HARMADIK RAGOZÁS     |
| HARMADIK RAGOZÁS     | Egyes szám        | Többes szám       | Paukális          | Kollektív         |  | Egyes szám      | Többes szám     | Paukális           | Kollektív          | HARMADIK RAGOZÁS     |
| Alanyeset            | āeksio            | āeksia            |                   | āeksior           |  | ēngos           | ēngossa         | ēngun              |                    | Alanyeset            |
| Tárgyeset            | āeksio            | āeksia            |                   |                   |  | ēngos           | ēngossa         |                    |                    | Tárgyeset            |
| Birtokos eset        |                   | āeksȳti           |                   |                   |  | ēngo            |                 |                    |                    | Birtokos eset        |
| Részes eset          | āeksiot           | āeksȳti           |                   |                   |  |                 |                 |                    | Részes eset        |                      |
| Lokatívusz           | āeksiot           | āeksȳti           |                   |                   |  |                 |                 | Lokatívusz         |                    |                      |
| Eszközhatározós eset |                   |                   |                   |                   |  |                 |                 |                    |                    | Eszközhatározós eset |
| Társhatározós eset   | āeksyssi          |                   |                   |                   |  |                 |                 | Társhatározós eset |                    |                      |
| Megszólító eset      | āeksios           |                   |                   |                   |  |                 |                 |                    |                    | Megszólító eset      |
| HARMADIK RAGOZÁS     | Egyes szám        | Többes szám       | Paukális          | Kollektív         |  | Egyes szám      | Többes szám     | Paukális           | Kollektív          | HARMADIK RAGOZÁS     |
| HARMADIK RAGOZÁS     | Terresztriális    | Terresztriális    | Terresztriális    | Terresztriális    |  | Akvatikus       | Akvatikus       | Akvatikus          | Akvatikus          | HARMADIK RAGOZÁS     |
| HARMADIK RAGOZÁS     | belmon – "lánc"   | belmon – "lánc"   | belmon – "lánc"   | belmon – "lánc"   |  | lentor – "ház"  | lentor – "ház"  | lentor – "ház"     | lentor – "ház"     | HARMADIK RAGOZÁS     |
| Alanyeset            | belmon            | belma             |                   | belmor            |  | lentor lenton   | lentra          |                    |                    | Alanyeset            |
| Tárgyeset            | belmon            | belma             |                   |                   |  | lentor lenton   | lentra          |                    |                    | Tárgyeset            |
| Birtokos eset        | belmo             | belmoti           |                   | belmondo          |  | lentro          | lentroti        |                    |                    | Birtokos eset        |
| Részes eset          | belmot            | belmoti           |                   |                   |  | lentrot         | lentroti        |                    |                    | Részes eset          |
| Lokatívusz           | belmot            | belmoti           |                   |                   |  | lentrot         | lentroti        |                    |                    | Lokatívusz           |
| Eszközhatározós eset |                   |                   |                   |                   |  | lentroso        |                 |                    |                    | Eszközhatározós eset |
| Társhatározós eset   |                   |                   |                   |                   |  | lentroso        |                 |                    | Társhatározós eset |                      |
| Megszólító eset      |                   |                   |                   |                   |  | lentos          |                 |                    |                    | Megszólító eset      |
| HARMADIK RAGOZÁS     | Egyes szám        | Többes szám       | Paukális          | Kollektív         |  | Egyes szám      | Többes szám     | Paukális           | Kollektív          | HARMADIK RAGOZÁS     |

A harmadik ragozásban összeolvad az egyes számú alany- és tárgyeset; az egyes számú részes eset és lokatívusz; az egyes számú eszköz- és társhatározós eset; a többes számú alany- és tárgyeset illetve a többes számú birtokos eset, részes eset és lokatívusz.

##### Negyedik ragozási osztály
A negyedik ragozási osztályba tartozó főnevek tövének utolsó magánhangzója e. Esetei:
- A tővég -e, ezek általában lunáris főnevek (pl. gelte – "sisak').
- A tővég -es, ezek általában szoláris főnevek (pl. zaldrīzes – "sárkány").
- A tővég -en, ezek többnyire terresztriálisak (az egyetlen ismert példa: Targārien – a "Targaryen" családnév).

| NEGYEDIK RAGOZÁS     | Szoláris              | Szoláris              | Szoláris              | Szoláris              |  | Terresztriális                      | Terresztriális                      | Terresztriális                      | Terresztriális                      | NEGYEDIK RAGOZÁS     |
| NEGYEDIK RAGOZÁS     | zaldrīzes – "sárkány" | zaldrīzes – "sárkány" | zaldrīzes – "sárkány" | zaldrīzes – "sárkány" |  | Targārien – a "Targaryen" családnév | Targārien – a "Targaryen" családnév | Targārien – a "Targaryen" családnév | Targārien – a "Targaryen" családnév | NEGYEDIK RAGOZÁS     |
| NEGYEDIK RAGOZÁS     | Egyes szám            | Többes szám           | Paukális              | Kollektív             |  | Egyes szám                          | Többes szám                         | Paukális                            | Kollektív                           | NEGYEDIK RAGOZÁS     |
| Alanyeset            | zaldrīzes             | zaldrīzesse           | zaldrīzin             | zaldrīzer             |  | Targārien                           | Targārī                             |                                     |                                     | Alanyeset            |
| Tárgyeset            | zaldrīzī              | zaldrīzī              |                       |                       |  |                                     |                                     |                                     |                                     | Tárgyeset            |
| Birtokos eset        | zaldrīzo              | zaldrizoti            |                       |                       |  | Targārio                            |                                     |                                     |                                     | Birtokos eset        |
| Részes eset          | zaldrīzot             | zaldrizoti            |                       |                       |  |                                     |                                     |                                     | Részes eset                         |                      |
| Lokatívusz           | zaldrīzē              | zaldrizoti            |                       |                       |  |                                     |                                     |                                     | Lokatívusz                          |                      |
| Eszközhatározós eset | zaldrīzose            |                       |                       |                       |  |                                     |                                     |                                     |                                     | Eszközhatározós eset |
| Társhatározós eset   |                       |                       |                       |                       |  |                                     |                                     |                                     |                                     | Társhatározós eset   |
| Megszólító eset      | zaldrīzys             |                       |                       |                       |  |                                     |                                     |                                     |                                     | Megszólító eset      |
| NEGYEDIK RAGOZÁS     | Egyes szám            | Többes szám           | Paukális              | Kollektív             |  | Egyes szám                          | Többes szám                         | Paukális                            | Kollektív                           | NEGYEDIK RAGOZÁS     |

| NEGYEDIK RAGOZÁS     | Lunáris         | Lunáris     | Lunáris  | Lunáris   |
| NEGYEDIK RAGOZÁS     | gelte – "sisak" |             |          |           |
| Alanyeset            | gelte geltī     | gelti geltī | geltin   |           |
| Tárgyeset            | gelte geltī     | gelti geltī |          |           |
| Birtokos eset        | geltī           |             |          |           |
| Részes eset          |                 |             |          |           |
| Lokatívusz           |                 |             |          |           |
| Eszközhatározós eset |                 | geltossi    |          |           |
| Társhatározós eset   |                 |             |          |           |
| Megszólító eset      |                 |             |          |           |
| NEGYEDIK RAGOZÁS     | Egyes szám      | Többes szám | Paukális | Kollektív |

A többes számú birtokos eset, részes eset és lokatívusz itt is megegyezik.

##### Ötödik ragozási osztály
Az ötödik ragozási osztály főnevei tövének utolsó magánhangzója i:
- A tővég -i, ezek általában lunáris főnevek (pl. brōzi – "név").
- A tővég -is, ezek általában szoláris főnevek (pl. tubis – "nap [időegység]").
- A tővég -ir, ezek általában akvatikusak (pl. rōbir – "füge").

| ÖTÖDIK RAGOZÁS       | Lunáris       | Lunáris       | Lunáris       | Lunáris       |      | Szoláris                  | Szoláris                  | Szoláris                  | Szoláris                  | ÖTÖDIK RAGOZÁS       |
| ÖTÖDIK RAGOZÁS       | brōzi – "név" | brōzi – "név" | brōzi – "név" | brōzi – "név" |      | tubis – "nap (időegység)" | tubis – "nap (időegység)" | tubis – "nap (időegység)" | tubis – "nap (időegység)" | ÖTÖDIK RAGOZÁS       |
| ÖTÖDIK RAGOZÁS       | Egyes szám    | Többes szám   | Paukális      | Kollektív     |      | Egyes szám                | Többes szám               | Paukális                  | Kollektív                 | ÖTÖDIK RAGOZÁS       |
| Alanyeset            | brōzi         | brōza         |               |               |      | tubis                     | tubissa                   |                           |                           | Alanyeset            |
| Tárgyeset            | brōzi         | brōza         |               |               |      | tubis                     | tubissa                   |                           |                           | Tárgyeset            |
| Birtokos eset        | brōzio        |               |               |               |      |                           |                           |                           |                           | Birtokos eset        |
| Részes eset          | brōziot       |               |               |               |      |                           |                           | Részes eset               |                           |                      |
| Lokatívusz           | brōzī         |               |               |               | tubī |                           |                           | Lokatívusz                |                           |                      |
| Eszközhatározós eset | brōzȳsi       |               |               |               |      |                           |                           |                           |                           | Eszközhatározós eset |
| Társhatározós eset   | brōzȳmi       |               |               |               |      |                           |                           |                           |                           | Társhatározós eset   |
| Megszólító eset      | brōzys        |               |               |               |      |                           |                           |                           |                           | Megszólító eset      |
| ÖTÖDIK RAGOZÁS       | Egyes szám    | Többes szám   | Paukális      | Kollektív     |      | Egyes szám                | Többes szám               | Paukális                  | Kollektív                 | ÖTÖDIK RAGOZÁS       |

| ÖTÖDIK RAGOZÁS       | Akvatikus      | Akvatikus   | Akvatikus | Akvatikus |
| ÖTÖDIK RAGOZÁS       | rōbir – "füge" |             |           |           |
| Alanyeset            | rōbir          | rōbra       | rōbrin    | rōbrir    |
| Tárgyeset            | rōbir          | rōbra       | rōbrini   | rōbriri   |
| Birtokos eset        | rōbrio         | rōbrȳti     | rōbrino   | rōbriro   |
| Részes eset          | rōbriot        | rōbrȳti     | rōbrinti  | rōbrirti  |
| Lokatívusz           | rōbīr          | rōbrȳti     | rōbrinni  | rōbrirri  |
| Eszközhatározós eset | rōbrȳsi        | rōbrȳssi    | rōbrissi  | rōbrirzi  |
| Társhatározós eset   | rōbrȳmi        | rōbrȳmmi    | rōbrimmi  | rōbrirmi  |
| Megszólító eset      | rōbys          | rōbas       | rōbrissi  | rōbrirzi  |
| ÖTÖDIK RAGOZÁS       | Egyes szám     | Többes szám | Paukális  | Kollektív |

Az ötödik ragozásban megegyezik az egyes számú alany- és tárgyeset; a többes számú alany- és tárgyeset; a többes számú részes eset, birtokos eset, lokatívusz.

##### Hatodik ragozási osztály
A hatodik ragozási osztályba három kategória főnevei tartoznak:
- Más nyelvekből átvett szavak (pl. buzdari – "rabszolga", astapori valyr szóval). Az ilyen szavak (egyes számú alanyesetének) végén opcionális -i található, ez elhagyható. Összeolvad az egyes számú tárgyeset a többes számú alanyesettel – és opcionálisan az egyes számú alanyesettel is, az -i végződés használatakor. A többes számú birtokos eset, részes eset és lokatívusz itt is megegyezik.
- Kollektív alakú főnevek (azantyr – "hadsereg", eredetileg az azantys – "katona" kollektív alakja). Ezek a szavak megtartják az eredeti főnév nemét, tehát bármilyen neműek lehetnek.
- Paukális alakú főnevek (tīkun – "szárny", eredetileg a tīkos – "toll" paukális alakja). Ezek a szavak is megtartják nemüket.

| HATODIK RAGOZÁS      | Idegen szavak                 | Idegen szavak | Idegen szavak | Idegen szavak | HATODIK RAGOZÁS      |
| HATODIK RAGOZÁS      | buzdari – "szolga (astapori)" |               |               |               | HATODIK RAGOZÁS      |
| HATODIK RAGOZÁS      | Egyes szám                    | Többes szám   | Paukális      | Kollektív     | HATODIK RAGOZÁS      |
| Alanyeset            | buzdar(i)                     | buzdari       |               |               | Alanyeset            |
| Tárgyeset            | buzdari                       | buzdarī       |               |               | Tárgyeset            |
| Birtokos eset        | buzdaro                       | buzdaroti     |               |               | Birtokos eset        |
| Részes eset          | buzdarot                      | buzdaroti     |               |               | Részes eset          |
| Lokatívusz           | buzdarī                       | buzdaroti     |               |               | Lokatívusz           |
| Eszközhatározós eset | buzdarisi                     | buzdarissi    |               |               | Eszközhatározós eset |
| Társhatározós eset   | buzdarimi                     | buzdarimmi    |               |               | Társhatározós eset   |
| Megszólító eset      | buzdaris                      | buzdarissis   |               |               | Megszólító eset      |
| HATODIK RAGOZÁS      | Egyes szám                    | Többes szám   | Paukális      | Kollektív     | HATODIK RAGOZÁS      |

Az idegen szavak, kollektívból és paukálisból kialakult főnevek ragozásai eltérőek.

#### Melléknevek
A nemes valyr nyelvben a mellékneveket, amennyiben jelzős szerkezeteket alkotnak, ragozni kell, akárcsak például a német nyelvben. A melléknév-ragozási rendszer hasonló a főnevek ragozásához – szintén eset és nyelvtani szám szerint ragozzuk őket, tehát ebben a tekintetben illeszkednek a jelzett főnévhez. Fontos különbség azonban, hogy míg a főnevek ragozásánál mind a négy nyelvtani szám külön szerepel, a melléknevek esetében csak két nyelvtani szám szerint ragozunk: egyes és többes szám szerint. Egyes számú melléknevet használunk egyes számú vagy kollektív főnevek jelzőiként, többes számút pedig többes számú vagy paukális főneveknél (az alany–ige egyeztetésnél is hasonlóképp).
A valyr melléknevek állhatnak a jelzett szó előtt (prepozitív) vagy után (posztpozitív) is. Vannak olyan melléknevek, melyek szinte mindig prepozitívak, de posztpozitív helyzetben is használhatók, ekkor hivatalosabb hangvételt eredményeznek. Az összes melléknév lehet posztpozitív. A pre- és posztpozitív melléknevek ragozása eltérő: a prepozitív rendszert a posztpozitívból elhagyásokkal kapjuk.
A főnevekhez hasonlóan azonban a melléknevek sem követik mind ugyanazt a ragozási rendszert – itt is megkülönböztetünk kategóriákat, melyeket osztályoknak hívunk. A nemes valyr nyelvben a melléknevek három osztályba sorolhatók.
Az alább közölt táblázatokban az eszközhatározós eset -s-, -ss-et tartalmazó ragokkal, a társhatározós eset pedig -m-, -mm- ragokkal szerepel, mintegy hagyományosan. Azonban a főnévragozási paradigmák gyakran nem tesznek különbséget e két eset között, s mindkét esetben az egyik vagy a másik ragrendszert használják (pl. második ragozás szoláris egyes és többes számban eszköz- és társhatározós esetben is az -m- ragokat). Ezekben az esetekben a melléknevek ragozása követi a főnevekét, tehát -m- ragú főnévhez -m- ragú melléknév, -s- ragú főnévhez -s- ragú melléknév kerül.
A valyr nyelvben a mellékneveket nem használhatjuk egyszerűen főnévként, csak akkor, ha előtte megfelelő ragokkal ellátva főnévvé alakítottuk őket. Ezek a ragok a ragozási osztályokra jellemzőek.

##### Első ragozási osztály
Az első ragozási osztályban mind a négy nemre külön paradigmát találunk. Az első osztály mellékneveinek töve gyakorlatilag bármire végződhet; az egyetlen kikötés az, hogy nem lehet olyan tővég, mely az akvatikus esetekben mássalhangzó-torlódáshoz vezetne. A lunáris, szoláris, terresztriális és akvatikus alakok egyes számú alanyesetének ragjai rendre: -a, -ys, -on, -or.
| ELSŐ OSZTÁLY, POSZTPOZITÍV | Egyes szám                         | Egyes szám | Egyes szám     | Egyes szám |  | Többes szám | Többes szám | Többes szám    | Többes szám | ELSŐ OSZTÁLY, POSZTPOZITÍV |
| ELSŐ OSZTÁLY, POSZTPOZITÍV | kasta, -ys, -on, -or – "kék, zöld" |            |                |            |  |             |             |                |             | ELSŐ OSZTÁLY, POSZTPOZITÍV |
| ELSŐ OSZTÁLY, POSZTPOZITÍV | Lunáris                            | Szoláris   | Terresztriális | Akvatikus  |  | Lunáris     | Szoláris    | Terresztriális | Akvatikus   | ELSŐ OSZTÁLY, POSZTPOZITÍV |
| Alanyeset                  | kasta                              | kastys     | kaston         | kastor     |  | kasti       | kastyzy     | kasta          | kastra      | Alanyeset                  |
| Tárgyeset                  | kaste                              | kasti      | kaston         | kastor     |  | kastī       | kastī       | kasta          | kastra      | Tárgyeset                  |
| Birtokos eset              | kasto                              | kasto      | kasto          | kastro     |  | kastoti     | kastoti     | kastoti        | kastroti    | Birtokos eset              |
| Részes eset                | kastot                             | kastot     | kastot         | kastrot    |  | kastoti     | kastoti     | kastoti        | kastroti    | Részes eset                |
| Lokatívusz                 | kastā                              | kastȳ      | kastot         | kastrot    |  | kastoti     | kastī       | kastoti        | kastroti    | Lokatívusz                 |
| Eszközhatározós eset       | kastosa                            | kastosy    | kastoso        | kastroso   |  | kastossi    | kastossi    | kastossi       | kastrossi   | Eszközhatározós eset       |
| Társhatározós eset         | kastoma                            | kastomy    | kastomo        | kastromo   |  | kastommi    | kastommi    | kastommi       | kastrommi   | Társhatározós eset         |
| Megszólító eset            | kastus                             | kastys     | kastos         | kastos     |  | kastis      | kastyzys    | kastas         | kastas      | Megszólító eset            |
| ELSŐ OSZTÁLY, POSZTPOZITÍV | Lunáris                            | Szoláris   | Terresztriális | Akvatikus  |  | Lunáris     | Szoláris    | Terresztriális | Akvatikus   | ELSŐ OSZTÁLY, POSZTPOZITÍV |

A prepozitív ragozást a következő módosításokkal kapjuk a posztpozitívból:
- Ha a rag többszótagú, akkor az utolsó szótagot elhagyjuk (pl. az eszközhatározós esetekben a -si, a társhatározós esetben a -mi szótagot).
- Ha a rag többszótagú, de magánhangzó–mássalhangzó–magánhangzó alakú, akkor csak a szóvégi magánhangzót hagyjuk el.
- A szóvégi -z -s-szé hasonul, ha a következő szó magánhangzóval vagy zöngétlen mássalhangzóval kezdődik.
- A szóvégi -t eltűnik, kivéve, ha a következő szó magánhangzóval kezdődik.
- Az -m végződés ajakhangok és magánhangzók előtt megmarad, máshol n-né alakul.[20]

Ebből kialakul a prepozitív ragozás táblázata:
| ELSŐ OSZTÁLY, PREPOZITÍV | Egyes szám                         | Egyes szám  | Egyes szám     | Egyes szám    |  | Többes szám | Többes szám | Többes szám    | Többes szám   | ELSŐ OSZTÁLY, PREPOZITÍV |
| ELSŐ OSZTÁLY, PREPOZITÍV | kasta, -ys, -on, -or – "kék, zöld" |             |                |               |  |             |             |                |               | ELSŐ OSZTÁLY, PREPOZITÍV |
| ELSŐ OSZTÁLY, PREPOZITÍV | Lunáris                            | Szoláris    | Terresztriális | Akvatikus     |  | Lunáris     | Szoláris    | Terresztriális | Akvatikus     | ELSŐ OSZTÁLY, PREPOZITÍV |
| Alanyeset                | kasta                              | kastys      | kaston         | kastor        |  | kasti       | kastys, -yz | kasta          | kastra        | Alanyeset                |
| Tárgyeset                | kaste                              | kasti       | kaston         | kastor        |  | kastī       | kastī       | kasta          | kastra        | Tárgyeset                |
| Birtokos eset            | kasto                              | kasto       | kasto          | kastro        |  | kasto(t)    | kasto(t)    | kasto(t)       | kastro(t)     | Birtokos eset            |
| Részes eset              | kasto(t)                           | kasto(t)    | kasto(t)       | kastro(t)     |  | kasto(t)    | kasto(t)    | kasto(t)       | kastro(t)     | Részes eset              |
| Lokatívusz               | kastā                              | kastȳ       | kasto(t)       | kastro(t)     |  | kasto(t)    | kastī       | kasto(t)       | kastro(t)     | Lokatívusz               |
| Eszközhatározós eset     | kastos                             | kastos      | kastos         | kastros       |  | kastos      | kastos      | kastos         | kastros       | Eszközhatározós eset     |
| Társhatározós eset       | kaston, -om                        | kaston, -om | kaston, -om    | kastron, -rom |  | kaston, -om | kaston, -om | kaston, -om    | kastron, -rom | Társhatározós eset       |
| Megszólító eset          | kastus                             | kastys      | kastos         | kastos        |  | kastis      | kastys, -yz | kastas         | kastas        | Megszólító eset          |
| ELSŐ OSZTÁLY, PREPOZITÍV | Lunáris                            | Szoláris    | Terresztriális | Akvatikus     |  | Lunáris     | Szoláris    | Terresztriális | Akvatikus     | ELSŐ OSZTÁLY, PREPOZITÍV |

Ha az első ragozási osztály egy mellékneve jelzett szó nélkül áll, mintegy "főnévként használva", akkor:
- élőlényre vonatkozóan -y ragot kap, és második ragozási osztályú lunáris főnévvé válik;
- élettelen dologra vonatkozóan -ir ragot kap, és ötödik ragozású akvatikus főnév lesz belőle.

##### Második ragozási osztály
A második ragozási osztályban a négy nem nem különül el – a lunáris és szoláris alakok megegyeznek, akárcsak a terresztriális és akvatikus alakok. Az ide tartozó melléknevek tővéghangzója túlnyomórészt -j, -l, -n, -ñ vagy -r. A lunáris-szoláris és terresztriális-akvatikus egyes szám alanyeset ragjai rendre -e, -ior. Ha azonban a tővéghangzó -ñ, a terresztriális-akvatikus rag -or-ra egyszerűsödik.
| MÁSODIK OSZTÁLY, POSZTPOZITÍV | kirine, -ior – "boldog" | kirine, -ior – "boldog"  | kirine, -ior – "boldog" | kirine, -ior – "boldog"  | MÁSODIK OSZTÁLY, POSZTPOZITÍV |
| MÁSODIK OSZTÁLY, POSZTPOZITÍV | Egyes szám              | Egyes szám               | Többes szám             | Többes szám              | MÁSODIK OSZTÁLY, POSZTPOZITÍV |
| MÁSODIK OSZTÁLY, POSZTPOZITÍV | Lunáris-szoláris        | Terresztriális-akvatikus | Lunáris-szoláris        | Terresztriális-akvatikus | MÁSODIK OSZTÁLY, POSZTPOZITÍV |
| Alanyeset                     | kirine                  | kirinior                 | kirini                  | kiriniar                 | Alanyeset                     |
| Tárgyeset                     | kirine                  | kirinior                 | kirini                  | kiriniar                 | Tárgyeset                     |
| Birtokos eset                 | kirino                  | kirinȳro                 | kirinoti                | kirinȳti                 | Birtokos eset                 |
| Részes eset                   | kirinot                 | kirinȳro                 | kirinoti                | kirinȳti                 | Részes eset                   |
| Lokatívusz                    | kirinē                  | kirinȳro                 | kirinoti                | kirinȳti                 | Lokatívusz                    |
| Eszközhatározós eset          | kirinose                | kirinȳso                 | kirinossi               | kirinȳssi                | Eszközhatározós eset          |
| Társhatározós eset            | kirinome                | kirinȳmo                 | kirinommi               | kirinȳmmi                | Társhatározós eset            |
| Megszólító eset               | kirines                 | kirinios                 | kirinis                 | kirinīs                  | Megszólító eset               |
| MÁSODIK OSZTÁLY, POSZTPOZITÍV | Lunáris-szoláris        | Terresztriális-akvatikus | Lunáris-szoláris        | Terresztriális-akvatikus | MÁSODIK OSZTÁLY, POSZTPOZITÍV |

A prepozitív táblázatot itt is az első osztálynál alkalmazott változtatásokkal kapjuk.
| MÁSODIK OSZTÁLY, PREPOZITÍV | kirine, -ior – "boldog" | kirine, -ior – "boldog"  | kirine, -ior – "boldog" | kirine, -ior – "boldog"  | MÁSODIK OSZTÁLY, PREPOZITÍV |
| MÁSODIK OSZTÁLY, PREPOZITÍV | Egyes szám              | Egyes szám               | Többes szám             | Többes szám              | MÁSODIK OSZTÁLY, PREPOZITÍV |
| MÁSODIK OSZTÁLY, PREPOZITÍV | Lunáris-szoláris        | Terresztriális-akvatikus | Lunáris-szoláris        | Terresztriális-akvatikus | MÁSODIK OSZTÁLY, PREPOZITÍV |
| Alanyeset                   | kirine                  | kirinior                 | kirini                  | kiriniar                 | Alanyeset                   |
| Tárgyeset                   | kirine                  | kirinior                 | kirini                  | kiriniar                 | Tárgyeset                   |
| Birtokos eset               | kirino                  | kirinȳr                  | kirino(t)               | kirinȳ(t)                | Birtokos eset               |
| Részes eset                 | kirino(t)               | kirinȳr                  | kirino(t)               | kirinȳ(t)                | Részes eset                 |
| Lokatívusz                  | kirinē                  | kirinȳr                  | kirino(t)               | kirinȳ(t)                | Lokatívusz                  |
| Eszközhatározós eset        | kirinos                 | kirinȳs                  | kirinos                 | kirinȳs                  | Eszközhatározós eset        |
| Társhatározós eset          | kirinon, -om            | kirinȳn, -ȳm             | kirinon, -om            | kirinȳn, -ȳm             | Társhatározós eset          |
| Megszólító eset             | kirines                 | kirinios                 | kirinis                 | kirinīs                  | Megszólító eset             |
| MÁSODIK OSZTÁLY, PREPOZITÍV | Lunáris-szoláris        | Terresztriális-akvatikus | Lunáris-szoláris        | Terresztriális-akvatikus | MÁSODIK OSZTÁLY, PREPOZITÍV |

###### Az-r-tövű melléknevek
Az -r tővéghangzójú második ragozású melléknevek egy része a lunáris-szoláris egyes szám alany- és tárgyesetben rendhagyó módon -z-re végződik. Így például: sȳz, sȳrior – "jó" illetve dāez, dāerior – "szabad". Ezek a melléknevek a többi esetben szabályosan viselkednek.
Főnévként használva a második ragozású melléknevek:
- élőlények esetén -os ragot kapnak, és harmadik ragozású szoláris főnévvé válnak;
- élettelen dolgok esetén -ion ragot kapnak, és harmadik ragozású terresztriális főnévvé válnak.

##### Harmadik ragozási osztály
A harmadik ragozásban a nemek a másodikhoz hasonlóan összeolvadnak. Ezen melléknevek szótöve gyakran mássalhangzó-torlódással végződik, általában -l, -n, -r vagy -v hangra. A "szótári alak" ragjai: -ie, -ior.
| HARMADIK OSZTÁLY, POSZTPOZITÍV | eglie, -ior – "magas" | eglie, -ior – "magas"    | eglie, -ior – "magas" | eglie, -ior – "magas"    | HARMADIK OSZTÁLY, POSZTPOZITÍV |
| HARMADIK OSZTÁLY, POSZTPOZITÍV | Egyes szám            | Egyes szám               | Többes szám           | Többes szám              | HARMADIK OSZTÁLY, POSZTPOZITÍV |
| HARMADIK OSZTÁLY, POSZTPOZITÍV | Lunáris-Szoláris      | Terresztriális-Akvatikus | Lunáris-Szoláris      | Terresztriális-Akvatikus | HARMADIK OSZTÁLY, POSZTPOZITÍV |
| Alanyeset                      | eglie                 | eglior                   | eglī                  | egliar                   | Alanyeset                      |
| Tárgyeset                      | eglie                 | eglior                   | eglī                  | egliar                   | Tárgyeset                      |
| Birtokos eset                  | eglio                 | eglȳro                   | eglȳti                | eglȳti                   | Birtokos eset                  |
| Részes eset                    | egliot                | eglȳrot                  | eglȳti                | eglȳti                   | Részes eset                    |
| Lokatívusz                     | egliē                 | eglȳrot                  | eglȳti                | eglȳti                   | Lokatívusz                     |
| Eszközhatározós eset           | eglȳse                | eglȳso                   | eglȳssi               | eglȳssi                  | Eszközhatározós eset           |
| Társhatározós eset             | eglȳme                | eglȳmo                   | eglȳmmi               | eglȳmmi                  | Társhatározós eset             |
| Megszólító eset                | eglies                | eglios                   | eglīs                 | eglīs                    | Megszólító eset                |
| HARMADIK OSZTÁLY, POSZTPOZITÍV | Lunáris-szoláris      | Terresztriális-akvatikus | Lunáris-szoláris      | Terresztriális-akvatikus | HARMADIK OSZTÁLY, POSZTPOZITÍV |

A prepozitív táblázat a szokásos változtatásokkal:
| HARMADIK OSZTÁLY, PREPOZITÍV | eglie, -ior – "magas" | eglie, -ior – "magas"    | eglie, -ior – "magas" | eglie, -ior – "magas"    | HARMADIK OSZTÁLY, PREPOZITÍV |
| HARMADIK OSZTÁLY, PREPOZITÍV | Egyes szám            | Egyes szám               | Többes szám           | Többes szám              | HARMADIK OSZTÁLY, PREPOZITÍV |
| HARMADIK OSZTÁLY, PREPOZITÍV | Lunáris-Szoláris      | Terresztriális-Akvatikus | Lunáris-Szoláris      | Terresztriális-Akvatikus | HARMADIK OSZTÁLY, PREPOZITÍV |
| Alanyeset                    | eglie                 | eglior                   | eglī                  | egliar                   | Alanyeset                    |
| Tárgyeset                    | eglie                 | eglior                   | eglī                  | egliar                   | Tárgyeset                    |
| Birtokos eset                | eglio                 | eglȳr                    | eglȳ(t)               | eglȳ(t)                  | Birtokos eset                |
| Részes eset                  | eglio(t)              | eglȳro(t)                | eglȳ(t)               | eglȳ(t)                  | Részes eset                  |
| Lokatívusz                   | egliē                 | eglȳro(t)                | eglȳ(t)               | eglȳ(t)                  | Lokatívusz                   |
| Eszközhatározós eset         | eglȳs                 | eglȳs                    | eglȳs                 | eglȳs                    | Eszközhatározós eset         |
| Társhatározós eset           | eglȳn, -ȳm            | eglȳn, -ȳm               | eglȳn, -ȳm            | eglȳn, -ȳm               | Társhatározós eset           |
| Megszólító eset              | eglies                | eglios                   | eglīs                 | eglīs                    | Megszólító eset              |
| HARMADIK OSZTÁLY, PREPOZITÍV | Lunáris-szoláris      | Terresztriális-akvatikus | Lunáris-szoláris      | Terresztriális-akvatikus | HARMADIK OSZTÁLY, PREPOZITÍV |

Ha egy harmadik ragozású melléknév egy lunáris vagy szoláris főnév előtt áll, és a prepozitív betűelhagyás miatt a melléknév utolsó magánhangzója ȳ lenne, akkor az ȳ átalakul io-vá. Így például:
- valosa ēlȳse – "az első emberrel" posztpozitívan, de
- ēlios valosa – "az első emberrel" prepozitívan!

Ez a változás csak lunáris-szoláris esetben történik meg, terresztriális-akvatikusban nem!
A harmadik ragozású melléknevek
- élőlények esetén az -os raggal harmadik ragozású szoláris főnévként,
- élettelen dolgok esetén az -ion raggal harmadik ragozású terresztriális főnévként használhatók – hasonlóan a második ragozáshoz.

#### Igék
A valyr igéket legjellemzőbben igeidő és igemód szerint csoportosíthatjuk.

Az igeidők között megkülönböztetjük a jelent, a jövőt, kétféle múltat (perfekt és imperfekt) valamint az ún. aorista igeidőt. A jelen időt használjuk akkor, ha egy éppen történő eseményről beszélünk, hasonlóan az angol folyamatos jelen (present continuous) időhöz. Nem tartoznak ide viszont az általános igazságok és az olyan mondatok, mint pl. "Beszélek valyrul." Ezek az aorista csoportot alkotják, mely az angol egyszerű jelenhez (present simple) áll közel. Az imperfekt múlt olyan események leírására használatos, amely a múltban nem fejeződtek be, hasonlóan az angol folyamatos múlthoz (past continuous). A perfekt ezzel szemben a múlt befejezett eseményeire használt igeidő, mint az angol egyszerű múlt (past simple).
Az igemódok közé tartozik a kijelentő mód, a kötő mód, a felszólító mód és itt említhetők meg a melléknévi igenevek is, bár nyilvánvalóan nem igék. A kötő módot negatív kijelentések esetén használjuk, amennyiben a mondatban a daor – "nem" tagadószó található. Más esetekben (pl. ha a tagadás az alanyra vonatkozik) a kijelentő módot használjuk. A negatív kérdésekben is a kötő módot használjuk, a pozitívaknál valószínűleg nem.

Mivel a felszólító módban illetve melléknévi igenév és főnévi igenév esetén nincs kötő módú alak, ezek az esetek nem követik ezt a szabályt:
- A főnévi igenévi alakokhoz egyszerűen hozzácsatoljuk a daor tagadószót: sagon iā sagon daor – "lenni vagy nem lenni".
- Negatív felszólításoknál a daor szó mellett a felszólító mód helyett a főnévi igenevet használjuk: Jagon daor! – "Ne menj!".
- A negatív melléknévi igeneveket mellékmondatokkal vagy prefixumokkal fejezhetjük ki.

Ezen kívül függő beszédben is használhatjuk a kötő módot, de ugyanígy a kijelentőt is. Valószínűleg az utóbbi esetén a beszélő egyetért az idézett szöveggel, az előbbi esetén pedig nem, vagy nem kíván véleményt formálni (hasonlóan pl. a német nyelvhez).
Az igék fontos vizsgálati szempontja ezen kívül az aktivitás – a valyr nyelvben beszélünk aktív (cselekvő) és passzív (szenvedő) igékről.

##### Cselekvő jelen
Ezt az igeidőt tehát az éppen a beszéd közben történő eseményre használjuk.

###### Kijelentő mód
Az igék ragozásánál elsődlegesen figyelembe veendő az igető utolsó hangzója, mert a ragozási paradigmák magán- és mássalhangzóra végződő igék esetében eltérően néznek ki.
– Mássalhangzó tövű igék
Mássalhangzóra végződő igető esetén az igei személyragok:
| CSELEKVŐ JELEN, KIJELENTŐ MÓD, MÁSSALHANGZÓ TŐ | Egyes szám | Többes szám |
| 1. személy                                     | -na        | -i          |
| 2. személy                                     | -ā         | -āt         |
| 3. személy                                     | -za        | -zi         |

A kijelentő mód olyan szempontból problémás, hogy a tővégi mássalhangzó közvetlenül kapcsolódik a rag mássalhangzójához, ami adott esetben nem megengedett kombinációkat eredményezhet. Ekkor az ige valami módon megváltozik:
- Ha a tő zöngétlen hangra végződik, a rag -z-je -s-sé zöngétlenedik (jep + zi → jepsi).
- Az -lj-, ha i előtt áll, -l-re változik. (S bizonyos mássalhangzók előtt is.)
- A legtöbb esetben, ha egy meg nem engedett hangkombináció jönne létre, az igerag hangsorrendje megfordul: manaer + na → manaeran.

– Magánhangzó tövű igék
A magánhangzó tövű igéknél a mássalhangzó tövű igék toldalékaihoz hasonló ragokat használunk, de itt a rag magánhangzója a tővégi magánhangzó lesz. Ezen kívül a többes szám első személyű rag -i helyett -ī.
A ragozás így az -e-tövű sovegon – "repülni" igénél a következőképpen alakul:
| CSELEKVŐ JELEN, KIJELENTŐ MÓD, MAGÁNHANGZÓ TŐ (sovegon – "repülni") | Egyes szám | Többes szám |
| 1. személy                                                          | sōven      | sōvī        |
| 2. személy                                                          | sōvē       | sōvēt       |
| 3. személy                                                          | sōves      | sōvesi      |

– Rendhagyó ragozású igék
Bizonyos igék esetében a kijelentő mód jelen idejű ragozás nem követi sem a magán- sem a mássalhangzó végű igék paradigmáit. Ilyen például a létige:
| CSELEKVŐ JELEN, KIJELENTŐ MÓD, RENDHAGYÓ RAGOZÁS (sagon – "lenni") | Egyes szám | Többes szám |
| 1. személy                                                         | iksan      |             |
| 2. személy                                                         | iksā       | iksāt       |
| 3. személy                                                         | issa       | issi        |

Vö.: Nyke Daenerys Jelmāzmo [...] iksan – "[Én] Viharbanszületett Daenerys [...] vagyok."

###### Kötő mód
A kötő mód igeragjai némiképp a kijelentőéire emlékeztetnek, de pl. többes szám első és harmadik személyben lényeges a különbség.
– Mássalhangzó tövű igék
| CSELEKVŐ JELEN, KÖTŐ MÓD, MÁSSALHANGZÓ TŐ | Egyes szám | Többes szám |
| 1. személy                                | -on        | -oty        |
| 2. személy                                | -ō         | -ōt         |
| 3. személy                                | -os        | -osy        |

– Magánhangzó tövű igék
Ha az igető magánhangzóra végződik, a ragozás bonyolultabbá válik, mert a tővégi magánhangzó és a toldalék -o-ja egymás mellé kerül. Ilyenkor az igető magánhangzója megváltozhat:
- Az -a- és -i- változatlan marad.
- Az -e- átalakul -i-vé.
- Az -o- és az -u- pedig -v-vé változik.

Az igető sosem végződik diftongusra vagy hosszú magánhangzóra.
A ragok megegyeznek a mássalhangzó tövű igék ragjaival, ez alapján néhány ige ragozása:
| CSELEKVŐ JELEN, KÖTŐ MÓD, MAGÁNHANGZÓ TŐ | ilima·gon | ōre·gon   | sindi·gon | nekto·gon | bardu·gon |
| CSELEKVŐ JELEN, KÖTŐ MÓD, MAGÁNHANGZÓ TŐ | "siratni" | "tartani" | "venni"   | "vágni"   | "írni"    |
| Egyes szám, 1. személy                   | ilimaon   | ōrion     | sindion   | nektvon   | bardvon   |
| Egyes szám, 2. személy                   | ilimaō    | ōriō      | sindiō    | nektvō    | bardvō    |
| Egyes szám, 3. személy                   | ilimaos   | ōrios     | sindios   | nektvos   | bardvos   |
| Többes szám, 1. személy                  | ilimaoty  | ōrioty    | sindioty  | nektvoty  | bardvoty  |
| Többes szám, 2. személy                  | ilimaōt   | ōriōt     | sindiōt   | nektvōt   | bardvōt   |
| Többes szám 3. személy                   | ilimaosy  | ōriosy    | sindiosy  | nektvosy  | bardvosy  |

– Rendhagyó ragozású igék
Néhány ige, így például a létige is, a kötő módban is rendhagyó:
| CSELEKVŐ JELEN, KÖTŐ MÓD, RENDHAGYÓ RAGOZÁS (sagon – "lenni") | Egyes szám | Többes szám |
| 1. személy                                                    |            | soty        |
| 2. személy                                                    |            |             |
| 3. személy                                                    | iksos      |             |

Vö.: Zaldrīzes buzdari iksos daor. – "Egy sárkány nem szolga."

Ne feledjük, hogy a kötő mód használatát itt a tagadás (daor) teszi indokolttá!

###### Melléknévi igenév
A cselekvő jelen idejű (folyamatos) melléknévi igenév egy második ragozási osztályú melléknév, melynek végződése: -re, -rior. A különböző tővégződések eseteit a következő táblázat mutatja:
| CSELEKVŐ, FOLYAMATOS MELLÉKNÉVI IGENÉV | Msh. tövű | Magánhangzó tövű | Magánhangzó tövű | Magánhangzó tövű | Magánhangzó tövű | Magánhangzó tövű |
| CSELEKVŐ, FOLYAMATOS MELLÉKNÉVI IGENÉV | jael·agon | ilima·gon        | ōre·gon          | sindi·gon        | nekto·gon        | bardu·gon        |
| CSELEKVŐ, FOLYAMATOS MELLÉKNÉVI IGENÉV | "kívánni" | "siratni"        | "tartani"        | "venni"          | "vágni"          | "írni"           |
| Lunáris-szoláris                       | jaelare   | ilimare          | ōrere            | sindire          | nektore          | bardure          |
| Terresztriális-akvatikus               | jaelarior | ilimarior        | ōrerior          | sindirior        | nektorior        | bardurior        |

###### Felszólító mód
A felszólító mód ragja mássalhangzó tövű igék esetén egyes számban -ās, többes számban -ātās. Magánhangzó tövű igéknél a rag
-ā- hangja(i) az ige tővégi magánhangzójának hosszú változatára cserélődik (cserélődnek) le. Tartsuk szem előtt, hogy a felszólító módú igéknek mindig az utolsó szótagja hangsúlyos!
| CSELEKVŐ JELEN, FELSZÓLÍTÓ MÓD | Msh. tövű | Magánhangzó tövű | Magánhangzó tövű | Magánhangzó tövű | Magánhangzó tövű | Magánhangzó tövű |
| CSELEKVŐ JELEN, FELSZÓLÍTÓ MÓD | jael·agon | ilima·gon        | ōre·gon          | sindi·gon        | nekto·gon        | bardu·gon        |
| CSELEKVŐ JELEN, FELSZÓLÍTÓ MÓD | "kívánni" | "siratni"        | "tartani"        | "venni"          | "vágni"          | "írni"           |
| Egyes szám                     | jaelās    | ilimās           | ōrēs             | sindīs           | nektōs           | bardūs           |
| Többes szám                    | jaelātās  | ilimātās         | ōrētēs           | sindītīs         | nektōtōs         | bardūtūs         |

Ezek a felszólító alakok csak a második személyre vonatkoznak. Az angol nyelvhez hasonlóan a többes szám első személyű felszólítást az īlot segédszóval és az ige főnévi igenévi alakjával fejezhetjük ki: Sesīr īlot jagon! – "Most menjünk!" (vö. angol: "let us go").
A negatív (tiltó) felszólításokat szintén a főnévi igenévvel használjuk.

#### Számnevek
A nemes valyr számnevek – ideértve a tő- és sorszámneveket is – mellékneveknek számítanak, és ennek megfelelően ragozandók. A tőszámnevek az első vagy második melléknév-ragozási osztályba esnek, a sorszámnevek a harmadikba, a tȳne – "második" szó kivételével.
| SZÁMNEVEK | Tőszámnév             | Tőszámnév | Sorszámnév     | Sorszámnév |
| 1         | mēre, -ior            | II.       | ēlie, -ior     | III.       |
| 2         | lanta, -ys, -on, -or  | I.        | tȳne, -ior     | II.        |
| 3         | hāre, -ior            | II.       | saelie, -ior   | III.       |
| 4         | izula, -ys, -on, -or  | I.        | izunnie, -ior  | III.       |
| 5         | tōma, -ys, -on, -or   | I.        | tōmelie, -ior  | III.       |
| 6         | bȳre, -ior            | II.       | byllie, -ior   | III.       |
| 7         | sīkuda, -ys, -on, -or | I.        | sīglie, -ior   | III.       |
| 8         | jēnqa, -ys, -on, -or  | I.        | jēnqelie -ior, | III.       |
| 9         | vōre, -ior            | II.       | vollie, -ior   | III.       |
| 10        | ampa                  | -         | amplie, -ior   | III.       |

A számneveknek – melléknevek lévén – egyezniük kell nyelvtani számban az általuk módosított főnévvel. Ez a legtöbb esetben magától értetődő, például:
- lanti vali – "két férfi". Itt a főnév (vala) többes számban van, hiszen több (kettő) emberről beszélünk, s ehhez igazodva a számnév a megfelelő többes számú alakot (prepozitív, I. melléknév-ragozási osztály lunáris többes szám alanyeset) veszi fel.

Bonyolultabb a helyzet azonban akkor, ha a módosított főnév paukális vagy kollektív számban van:
- mēriar lentun – "egy közösség". Ebben az esetben, bár valójában egyetlen közösségről van szó, a lentun szó, mely egy paukális alak, többes számú melléknevet (számnevet) követel. Ugyanígy:
- mēre mentyr – "egy hadsereg". Mivel itt kollektív alakú a főnév, a számnév egyes számú lesz.

Vannsk azonban olyan szavak, melyek paukális vagy kollektív alakokból jöttek létre, de időközben önálló, független szavakká váltak. Az ilyen szavak mellett a megszokott módon az "egy" számnév egyes számú, a nagyobb számnevek többes számúak.

Az ampa – "tíz" számnév nem ragozható, soha semmilyen esetben nem változik, ellenben a sorszámneve (amplie, -ior) igen.

#### Elöljárók és névutók
A nemes valyr nyelvben, mint sok más nyelvben, a szavak mondatbeli szerepét módosító szavak is kifejezhetik. Ezek lehetnek elöljárószavak (prepozíciók), melyek a módosítandó szó előtt állnak, vagy névutók (posztpozíciók), melyek a módosított szó után állnak.

##### Az elöljárók
A nemes valyrban három prepozíció létezik, melyek mindegyike a lokatívusz esetet vonzza:
- hae – "mint, akárcsak",
- hen – "-ból/-ből",
- va – "-hoz/-hez/-höz, -nál/-nél, közelében".

Az utóbbi két elöljáró esetében a birtokos eset is megengedett.

##### A névutók
A névutók a birtokos esetet vonzzák, valószínűleg azért, mert lokatívusz vagy részes esetű főnevekből alakultak ki. Például:
- gō – "alatt",
- hēdrȳ – "között, közepette",
- naejot – "előtt (helyileg)",
- syt – "-ért".